# Placide Schouppe
Placide Schouppe, né à Dikkelvenne  le 12 mars 1858 et mort à Mons  le 20 janvier 1913, est un mécanicien, cambrioleur et militant anarchiste illégaliste belge. Il est surtout connu pour son rôle central dans la naissance et le développement de l'illégalisme, étant lié aux Intransigeants, l'un des premiers groupes illégalistes. Schouppe est par ailleurs très proche de Vittorio Pini, l'un des principaux fondateurs de cette tendance de l'anarchisme, avec qui il s'évade du bagne de Cayenne.
Ayant rejoint la France après avoir déserté de l'armée belge, Schouppe rejoint le mouvement anarchiste en France, et s'intègre avec son épouse, Élise Pelgrom, et certains de ses frères, dans les premiers groupes illégalistes. Il rencontre Pini, et les deux s'engagent dans une dizaine de cambriolages ensemble avant leur arrestation, en 1889. Ils sont déportés au bagne ensemble et s'en évadent deux ans plus tard, bien que Pini soit pris par les autorités, Schouppe parvient à revenir en Europe, où il reprend ses cambriolages. L'anarchiste est arrêté à de multiples reprises et incarcéré pour cinq ans en Belgique. Dès sa libération, en 1897, il s'implique dans de nouveaux cambriolages, est arrêté en France et condamné à quinze ans de bagne - Schouppe s'évade une nouvelle fois, en 1905. Il est arrêté par les autorités belges en 1908, et probablement déporté au bagne de nouveau.
Sa photographie policière fait partie des collections du Metropolitan Museum of Art (MET) et date de 1889, ce qui fait d'elle l'une des premières d'Alphonse Bertillon et l'une des premières de l'histoire.

## Biographie

### Naissance et jeunesse
Placide Schouppe naît le 12 mars 1858 à Dikkelvenne en Belgique,. Schouppe déserte l'armée belge en 1880, travaille comme mécanicien et rejoint la France et Paris. Il épouse la passementière Élise Pelgrom à Paris, le 4 juillet 1882. Le couple a trois enfants, Julienne (1881-1966), née avant le mariage et légitimée par ses parents, Edmond (1883-1978) et Eugène (1884-1884). 

### Anarchisme et militantisme illégaliste

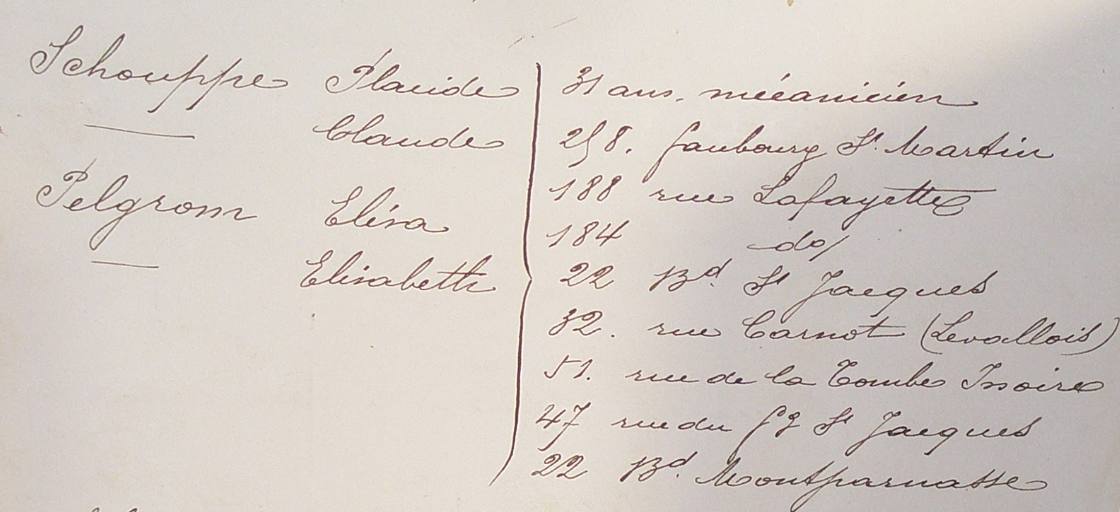
Autorités françaises recensant les adresses de Placide Schouppe et Élise Pelgrom, entre autres (courtoisie dArchives anarchistes)

Dans les années 1880, il commence à côtoyer un nombre relativement important de figures de l'anarchisme et de l'illégalisme alors en cours d'émergence,. Le militant se rapproche des Intransigeants, l'un des premiers groupes illégalistes, et avec son épouse, Élise Pelgrom, et certains de ses frères, rejoint ces cercles illégalistes et devient partisan de la reprise individuelle, l'idée que puisque la bourgeoisie volerait le peuple, il serait légitime de la voler en retour,.

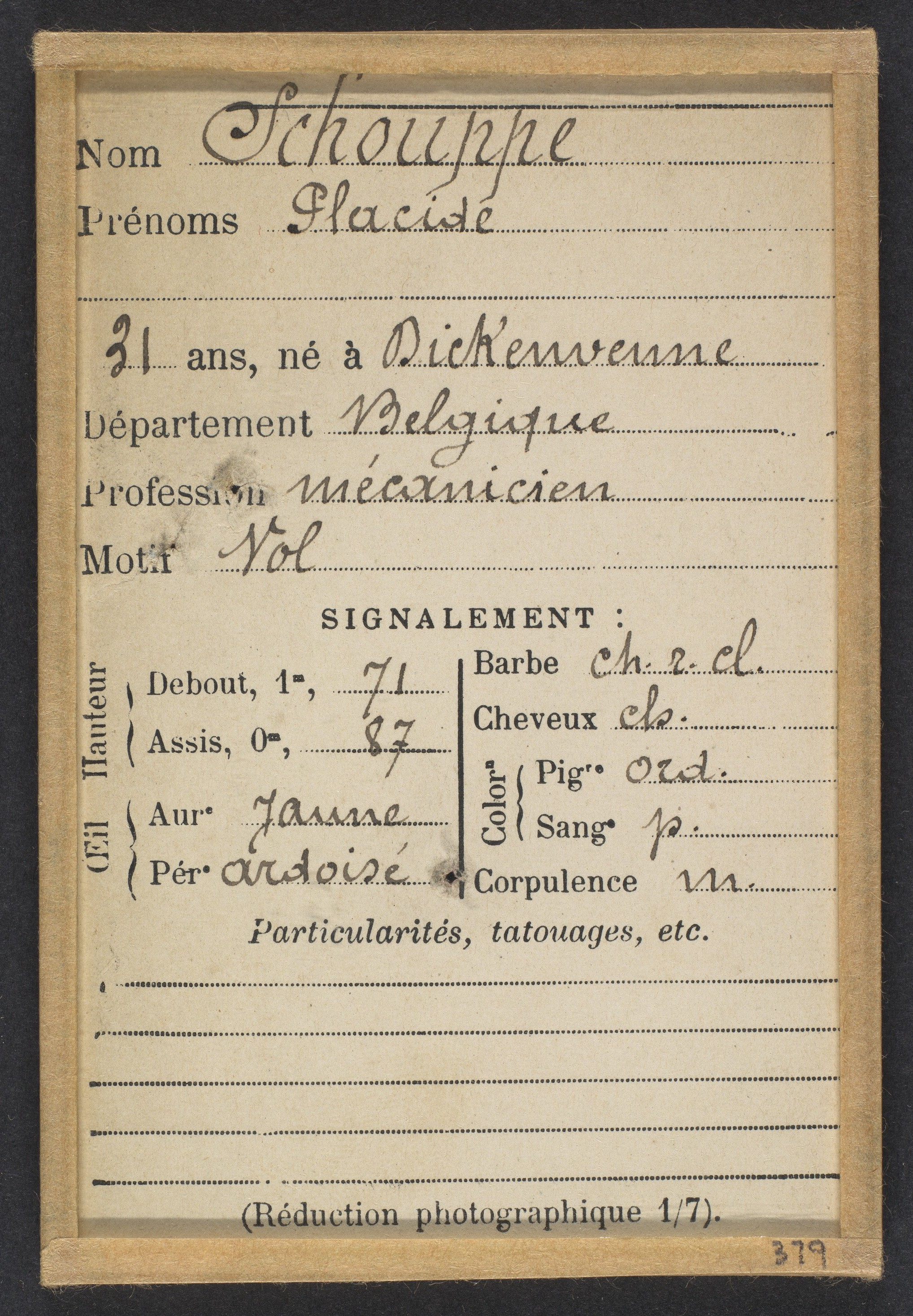
Dossier sur Schouppe par Alphonse Bertillon (1889)

Il rencontre en particulier Vittorio Pini et s'associe avec lui, les deux s'engagent ensuite dans une dizaine de vols en collaboration,. Selon Vivien Bouhey, il s'agit probablement de cambriolages entrepris avec un professionnalisme important de la part de Pini et Schouppe. Après avoir cambriolé, la bande recèle les biens volés à Londres, par l'intermédiaire d'Alessandro Marocco et peut-être même d'Errico Malatesta,. Il est aussi en lien avec Léon Ortiz et Paul Chiericotti, deux illégalistes bientôt condamnés au procès des Trente et la bande à Ortiz - Émile Henry côtoie aussi ces cercles. Le groupe utilise une partie des fonds des vols pour financer une imprimerie anarchiste clandestine - dans un local que loue Schouppe, Pini est le principal correcteur de l'imprimerie,.
En 1889, lorsque Pini est arrêté suite à une descente de la police, un anarchiste français nommé Fabre, arrêté chez lui, dénonce quatre complices dans les vols des Intransigeants avant de mourir sous la garde la police. Parmi les noms qu'il donne, on trouve celui de Schouppe et il est arrêté. Lors de la perquisition chez lui, il est suspecté d'être un des auteurs de la campagne d'attentats anarchistes de 1888-1889, sans suites. 
Il se défend lors de son procès, le 6 novembre 1889, il est condamné à dix ans de déportation au bagne et dix ans d'interdiction de séjour,. 

### Récits d'évasion
L'anarchiste est déporté à Cayenne avec Pini, et parvient à s'évader avec lui et un autre bagnard en 1891 en pirogue,. Deux versions s'opposent sur la suite des événements dans la presse de l'époque : la première soutient que Schouppe et Pini auraient été surpris par un ou des jaguars, qui auraient tué l'autre bagnard et blessé Schouppe au bras,. Ils auraient réussi à se faire embaucher dans une plantation un certain temps, mais Pini n'aurait plus été capable de marcher avec ses pieds enflés, et aurait été arrêté par la police néerlandaise, qui l'aurait extradé tandis que Schouppe aurait continué vers le Vénézuela, le Mexique, et serait revenu au Royaume-Uni puis en France,. Il aurait ensuite tenté de récolter des fonds pour faire évader Pini,.

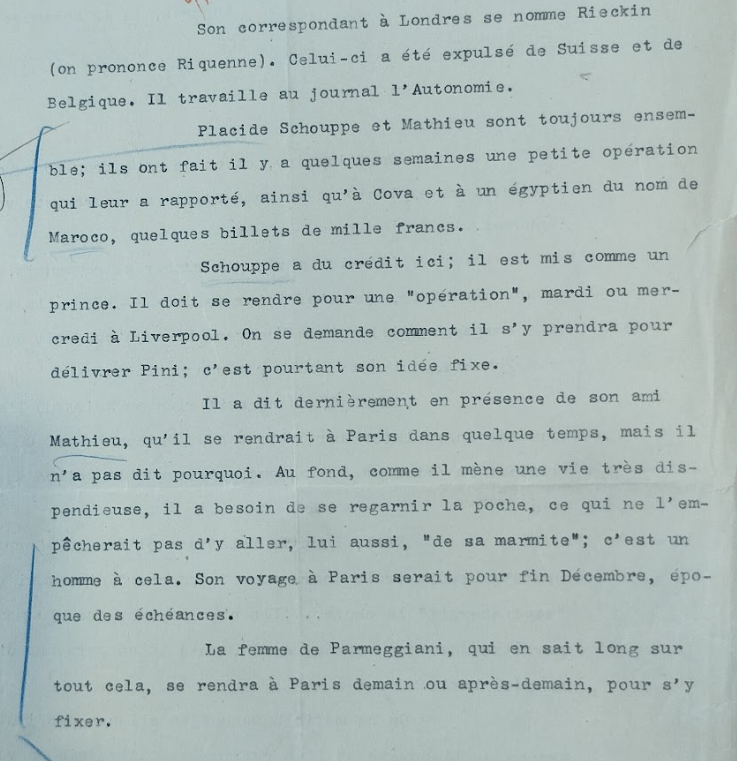
Rapport de police sur les activités de Schouppe (courtoisie dArchives anarchistes)

Dans l'autre version, il aurait laissé Pini seul dans la plantation pour aller chercher d'autres vêtements que ceux de bagnard qu'ils portent,. Pendant ce temps, Pini aurait été surpris par des gendarmes néerlandais, qui lui auraient tiré dessus et blessé par balles alors qu'il aurait été en train de s'enfuir. La gangrène gagnant sa plaie dans la cuisse, il aurait été pris de nouveau et extradé. Schouppe, voyant son compagnon être capturé, aurait pris un bateau pour le Mexique, mais celui-ci aurait fait naufrage et la moitié des passagers se serait noyée,. Perdu sur un îlot avec un Espagnol, qui serait mort pendant l'attente, il aurait finalement été secouru par un navire britannique, qui l'aurait ramené au Royaume-Un,.
Clément Duval donne une autre version et soutient que Pini et Schouppe seraient arrivés dans cette plantation où d'autres évadés auraient fait de la fausse monnaie. Les commerçants des environs auraient été mécontents de cette situation, auraient envoyé la police dans leur plantation - connue pour embaucher de nombreux évadés, et aurait tiré sur Pini alors qu'il essayait de s'enfuir.

### Retour en Europe, reprise des vols et emprisonnement

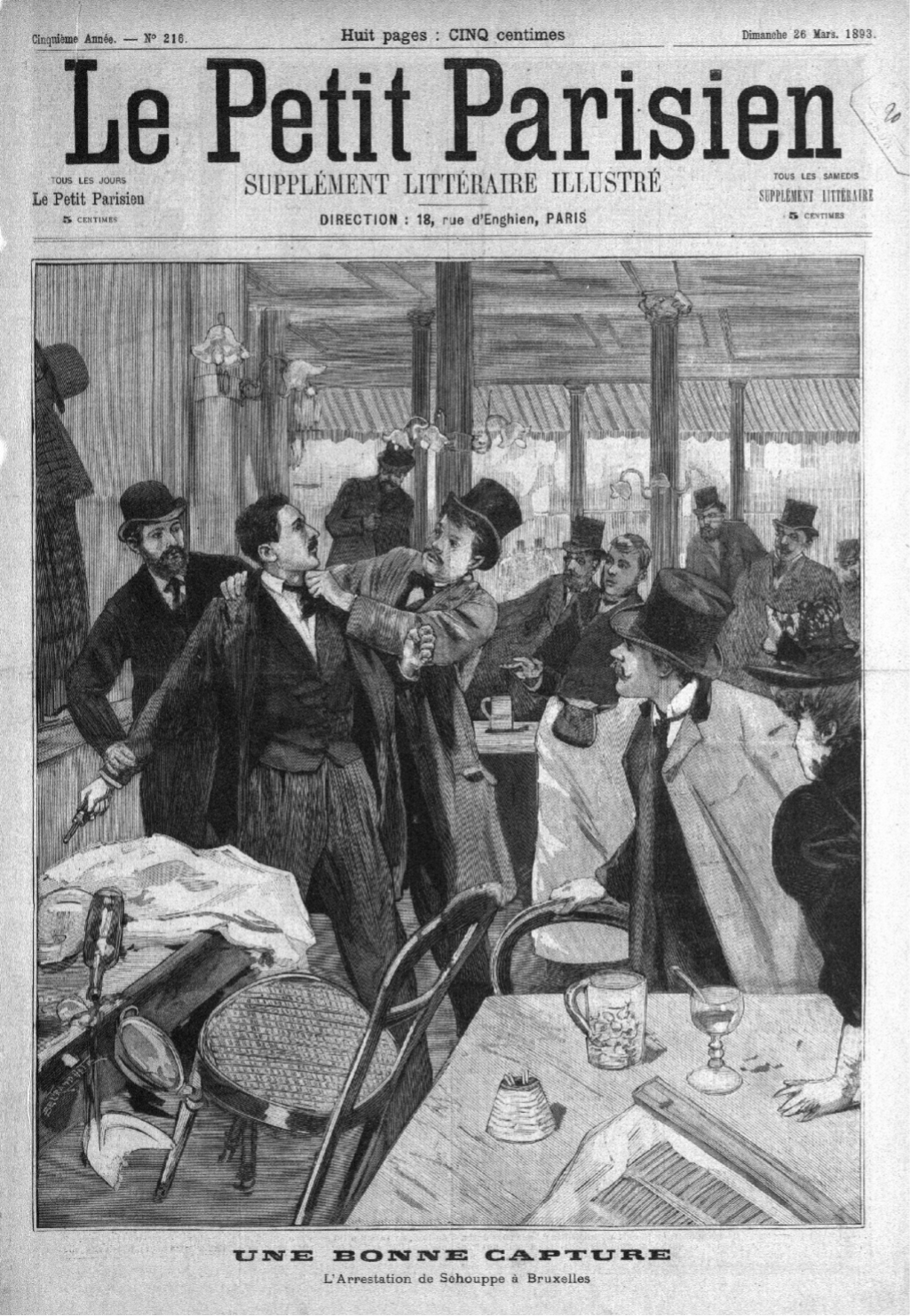
Arrestation de Schouppe en une du Petit Parisien (26 mars 1893)

En 1892, il réside chez Léon Ortiz. L'année suivante, alors qu'il vient de se faire teindre les cheveux et la barbe pour éviter d'être reconnu auprès d'un anarchiste qui pratique ces dissimulations d'identité, il est arrêté le 14 mars 1893 dans un bar à Bruxelles - en même temps que son frère, Rémy 'Revolver' Schouppe,,. Chez ce dernier, les autorités belges trouvent des outils destinés à des cambriolages et le profit d'un nombre de vols. Il est condamné à deux ans de prison pour avoir déserté, plus de dix ans plus tôt. Plus tard, la même année, il est condamné à 5 ans de prison ferme pour « affiliation à des associations de malfaiteurs, port de faux noms, fabrication de fausses clefs ». Deux ans plus tard, le 23 avril 1895, il écope de dix ans de prison ferme pour vol, une peine finalement annulée en appel,.
Il est libéré après avoir purgé sa peine, le 30 novembre 1897,.

### Dernières années
La police française l'arrête à Montmartre moins d'un mois plus tard, afin de le renvoyer au bagne. Son avocat parvient à négocier pour qu'il soit expulsé du pays à la place, et les autorités françaises l'expulsent vers le Royaume-Uni. Il est arrêté deux mois plus tard, en avril 1898, alors qu'il prépare le vol d'un hôtel bruxellois,.
En 1900, il est arrêté à Nancy pour s'être associé avec d'autres anarchistes pour avoir commis un vol de 120.000 francs,. Il est condamné à la déportation au bagne pour quinze ans et la relégation perpétuelle en Guyane après sa peine,. Schouppe parvient à s'évader de nouveau, en 1905 et rejoindre les Pays-Bas, où les autorités l'expulsent,. Retournant en Belgique, il est arrêté et extradé vers la France, qui le renvoie éventuellement au bagne,.
En 1911, après la mort d'Élise Pelgrom l'année précédente, Schouppe se remarie avec Maria Hyacinthe Leplat à Mons. Trois ans plus tard, lorsque son fils Edmond Joseph Schouppe épouse Jeanne Laure Francon dans le dix-huitième arrondissement de Paris, il est indiqué comme décédé sur leur acte.

## Postérité

### Photographie policière
Une de ses photographies policières fait partie des collections du Metropolitan Museum of Art (MET) et date de 1889, ce qui fait d'elle l'une des premières d'Alphonse Bertillon et l'une des premières de l'histoire.